# Mercado mayorista de Túnez
El Mercado mayorista de Túnez (en árabe: سوق الجملة بتونس) también llamado mercado mayorista Bir El Kassâa es el mayor mercado de verduras, frutas y pescado Túnez. 
Se encuentra ubicado en el barrio de Bir El Kassâa, cerca de la localidad de El Mourouj al sur del país africano de Túnez. Se aprovisiona con productores de todo el país. 
Este mercado es administrado por la Liga Tunecina de los mercados mayoristas (SOTUMAG), una sociedad de derecho pública con carácter no administrativo.